# Антал Гидаш
А́нтал (Анатоль) Ги́даш (венг. Hidas Antal, псевдоним, имя при рождении Дьюла Шпитцер, Spitzer Gyula, с 1916 года — Дью́ла Са́нто, Szántó Gyula; 18 декабря 1899, Гёдёллё, Королевство Венгрия, Австро-Венгрия — 22 января 1980, Будапешт, Венгерская Народная Республика) — венгерский поэт, прозаик и мемуарист, долгое время живший в Советском Союзе. Вместе с женой, переводчицей Агнеш Кун считались главными экспертами по венгерской литературе в СССР.

## Биография

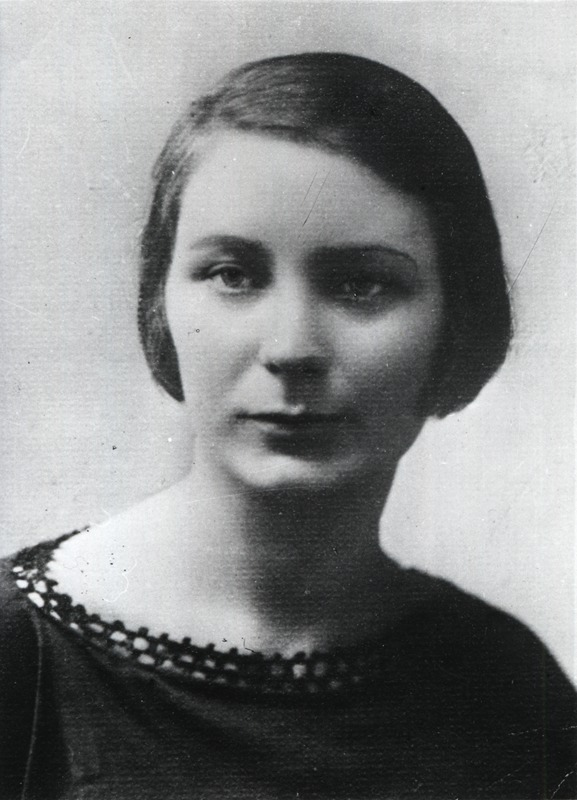
Юдит Санто (1903—1963), около 1930 года

Родился в многодетной семье сапожника Ференца Шпитцера (Spitzer Ferenc, 1871—1945).
В 1916 году взял фамилию Санто (Szántó) от szántó — «пахарь».
В 1919 году дебютировал в газетах с революционными стихами.
В 1920 году вместе с будущей женой Юдит (Szántó Judit, урождённая Ludna (Ludmann) Julianna; 1903—1963) эмигрировал из хортистской Венгрии в Чехословакию. В 1921 году родилась их дочь Эва. В 1922 году Антал и Юдит поженились, Юдит взяла фамилию мужа — Санто. В 1924 году вернулся с семьёй на родину. В 1924 году расстался и в 1925 году развёлся с Юдит. Дочь Эва осталась с родителями Дьюлы.
В 1925 году в Вене выходит сборник революционных стихов о поражении Венгерской советской республики, наполненный надеждами на новый подъём — «Az ellenforradalom földjén» («На земле контрреволюции»). Опасаясь ареста, вновь эмигрировал — в СССР, через Вену и Берлин.
Был секретарём Союза венгерских революционных писателей и художников и членом Международного бюро революционной литературы (МБРЛ), редактором литературного отдела журнала Sarló és Kalapács («Серп и молот»). Работал журналистом и редактором иностранной литературы. Переводил на венгерский стихи русских классиков и современников. Взял русский псевдоним Антал (Анатоль) Гидаш от híd — «мост».
Второй женой Гидаша была Любовь (Ибойя) Липпай (Lippay Ibolya), сестра критика и историка Золтана Липпая (Lippay Zoltán; 1898—1961). От этого брака родилась дочь Софья. Вторым мужем Липпай стал композитор Ференц Сабо.
В Москве третьим браком женился на шестнадцатилетней Агнеш (Агнессе) Кун (1915—1990), дочери Белы Куна.
В 1936 году к нему в СССР приехала дочь от первого брака Эва.
В 1937 году арестован. Антал Гидаш отправлен в Вятский исправительно-трудовой лагерь (Вятлаг) в системе ГУЛАГ, К-231, расположенный в непроходимых болотах на севере Кировской области. В лагере находился Геза Шпирк (Spirk Géza; 1896—1979), член Шуцбунда, эмигрировавший в СССР в 1934 году. Всего в лагере находилось около 80 венгров. Освобождён из лагеря в 1944 году. После его ареста Агнессу заставляли отречься от мужа, чего она не сделала; в 1941 году провела четыре месяца в заключении.
Написал биографическую книгу для серии ЖЗЛ о Шандоре Петёфи (опубликована вне серии в 1949 году, в серии в 1950 году). Эту книгу, как и многие другие прозаические произведения Антала Гидаша, перевела на русский язык Агнесса. Вместе с женой были главными экспертами по венгерской культуре в СССР. Под их руководством в Советском Союзе были переведены и изданы в 1950-е годы книги многих венгерских поэтов. В 1946 году в Москве Антал Гидаш и А. Кун убедили Гослитиздат, что пора знакомить советских читателей с венгерской классической поэзией. Вместе с Евгенией Книпович подобрали имена подходящих поэтов для русских переводов, среди явных мэтров Книпович рекомендовала и малознакомого Гидашам Леонида Мартынова. В дальнейшем чету Гидашей с четой Мартыновых связывала близкая дружба.
В 1959 году Гидаши получили разрешение на возвращение в Венгрию и вернулись на историческую родину. В Венгрии занимался изданием классиков русской литературы.
Похоронен в Будапеште на мемориальном кладбище Керепеши. Рядом с ним была похоронена и Агнесса Кун, скончавшаяся в 1990 году.

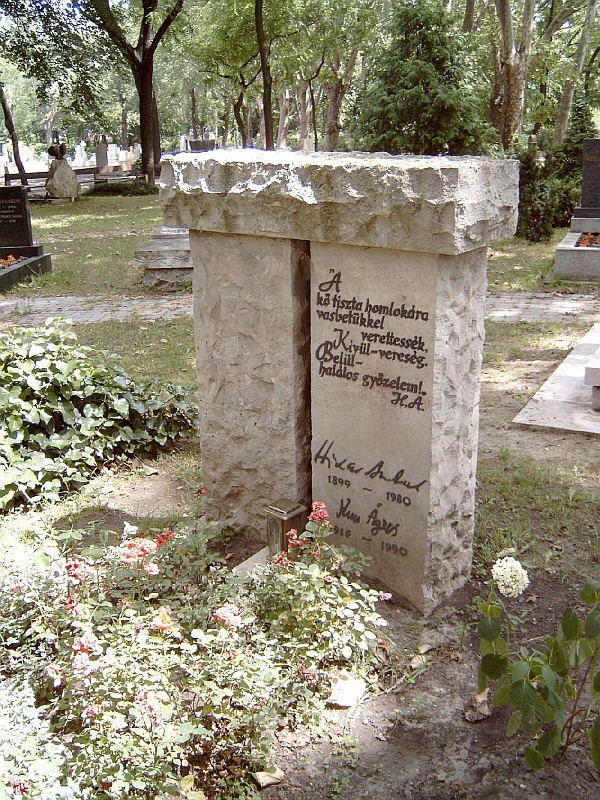
Могила Антала Гидаша и Агнессы Кун на мемориальном кладбище Керепеши, Будапешт

## Награды
- премия Кошута (1962)[8]
- Орден Дружбы народов, за заслуги (17 декабря 1979)

### Поэзия
- Az ellenforradalom földjén, Bécs, 1925.
- Венгрия ликует. Москва, Центриздат, 1930.

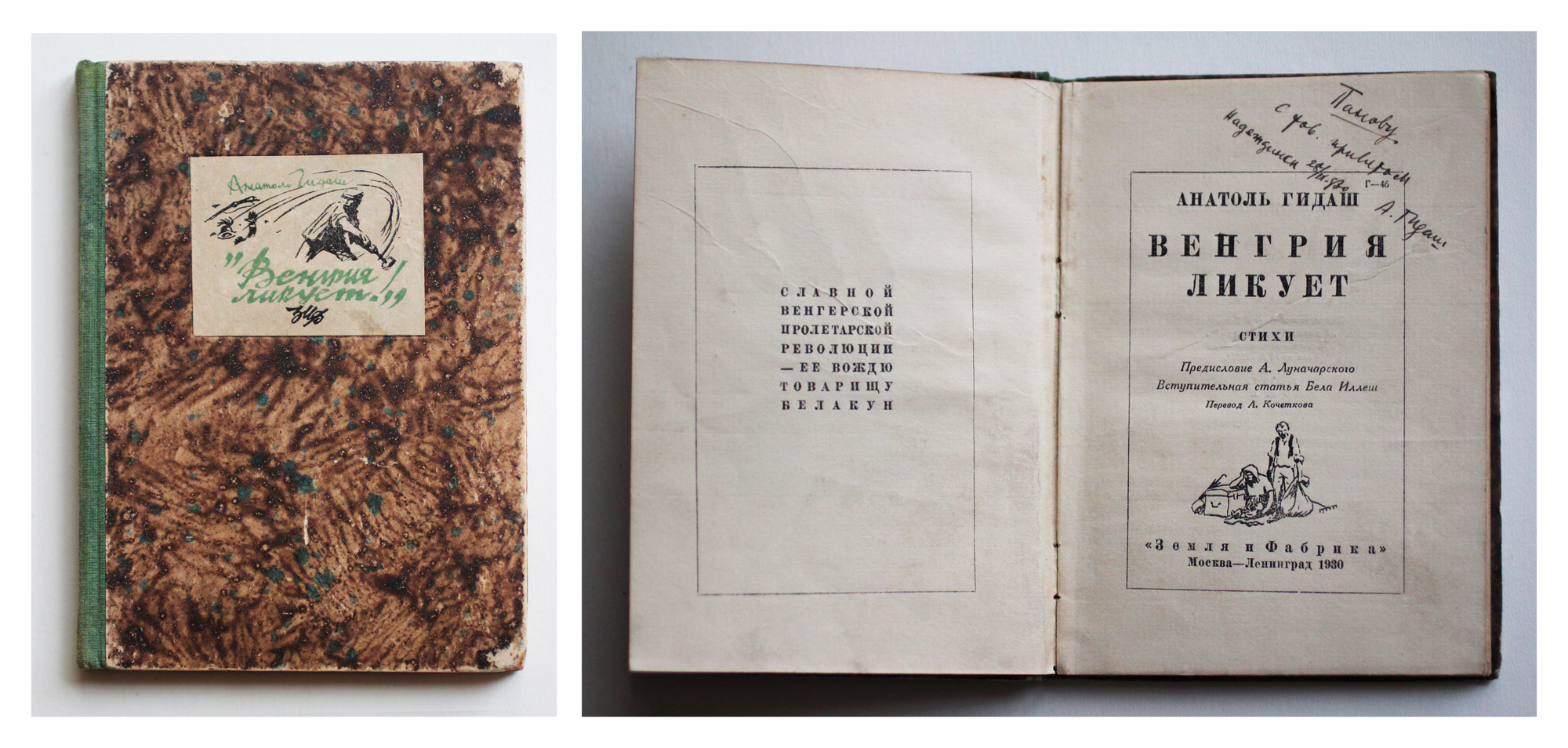
Анатоль Гидаш. Венгрия Ликует. Стихи. Изд. 1-е. Москва — Ленинград: Земля и Фабрика, 1930. Дарственная надпись: «Панову. С тов. приветом. Надеждинск. 28/IX-930. А. Гидаш». Архив ОМПУ

- A gyarmatok kiáltanak, Moszkva, A Szovjetunióban Élő Külföldi Munkások Kiadóvállalata, 1933.
- Работы и хлеба. М., Молодая гвардия, 1933.
- Гость или хозяин. М., Советская литература, 1933.
- Земля движется. М., Товарищество писателей, 1934.
- Néném kertje. Budapest, Zrínyi, 1958.
- Jázmin utca, Budapest, Szépirodalmi, 1960.
- Megtalálnak, Budapest, Magvető, 1964.
- Vágyódunk utánad, Budapest, Magvető, 1968.
- Villanások és villongások, Budapest, Magvető, 1970.
- Hold iramlott, nap sütött, Budapest, Szépirodalmi, 1972.
- Egy erős topolya, Budapest, Magvető, 1974.
- Cseresznyefák, Budapest, Szépirodalmi, 1978.
- Mi lesz holnap?, Budapest, Szépirodalmi, 1979.
- Nagy hegyeknek ormán, Budapest, Kozmosz Könyvek, 1979.
- Esik a hó, Budapest, Szépirodalmi, 1981.
- Visszatérek, Budapest, Szépirodalmi, 1983.

### Романы
- Господин Фицек (1936), Ficzek úr.
- Мартон и его друзья (1959) Márton és barátai.
- Другая музыка нужна (1963) Más muzsika kell….

### Мемуары
- Világotjárt sorok, Budapest, Magvető, 1973.
- Szólok az időhöz, Budapest, Magvető, 1979.